# Мюнхеберг
Мюнхеберг (нем. Müncheberg) — город в Германии, в земле Бранденбург.
Входит в состав района Меркиш-Одерланд.  Занимает площадь 151,93 км². Официальный код — 12 0 64 317.
Город подразделяется на 7 городских районов.
В Мюнхеберге в 1952 году родился министр иностранных дел ГДР Маркус Меккель.

## Население
| Год  | Население |
| ---- | --------- |
| 1990 | 7 006     |
| 1995 | 8 003     |
| 2000 | 8 018     |
| 2005 | 7 471     |
| 2010 | 7 150     |
| 2015 | 6 783     |
| 2020 | 7 003     |

## История
Королевство Польское 1225–1249

 Маркграфство Бранденбург ~1250-1373

 Королевство Богемия 1373–1415

 Маркграфство Бранденбург 1415-1618

 Бранденбург-Пруссия 1618-1701

 Королевство Пруссия 1701-1871

 Германская империя 1871-1918

 Веймарская республика 1918-1933

 Третий рейх 1933-1945

 Германская Демократическая Республика 1949-1990

 Федеративная Республика Германия от 1990

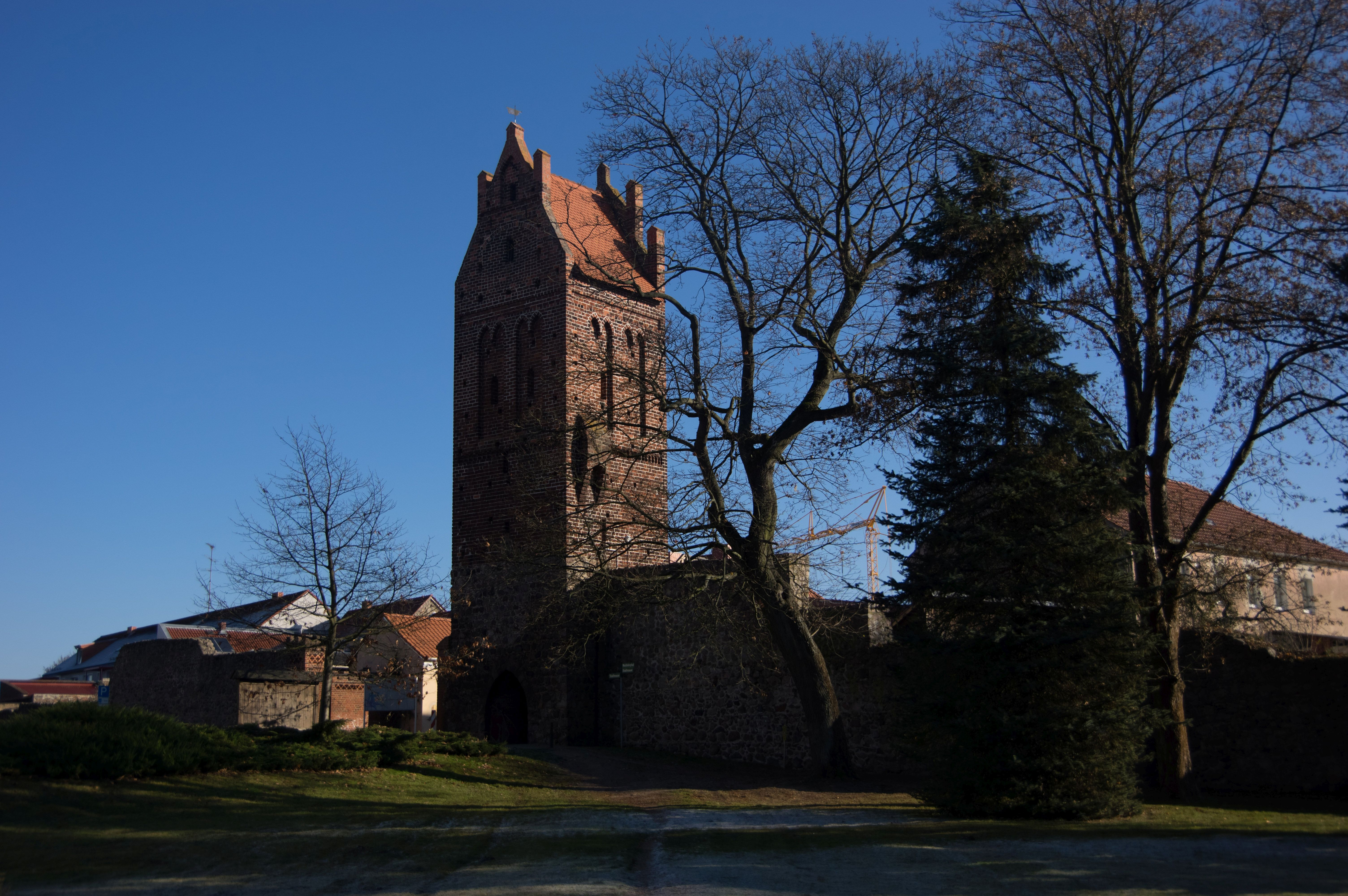
Берлинские ворота
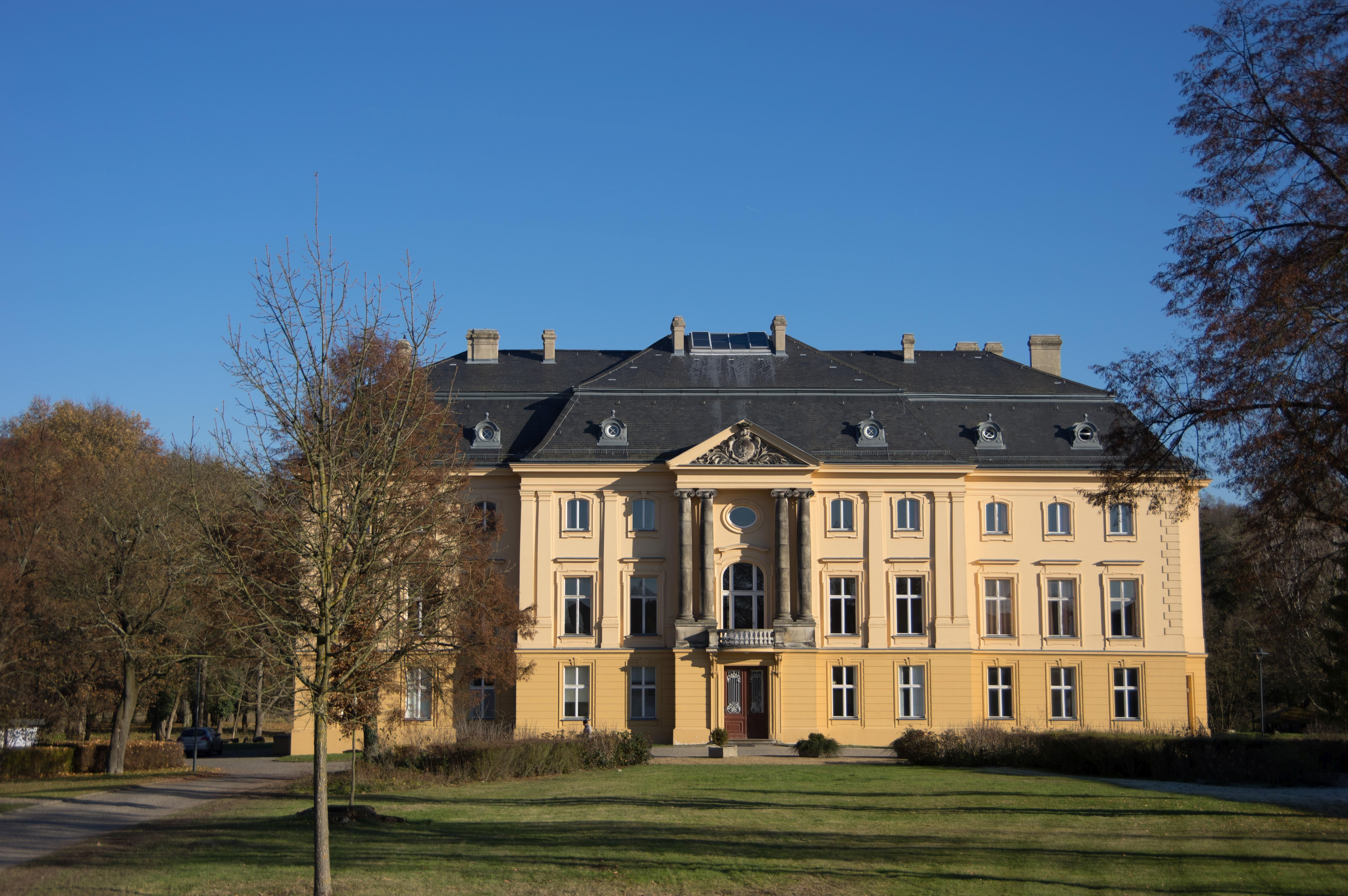
Замок Требнитц
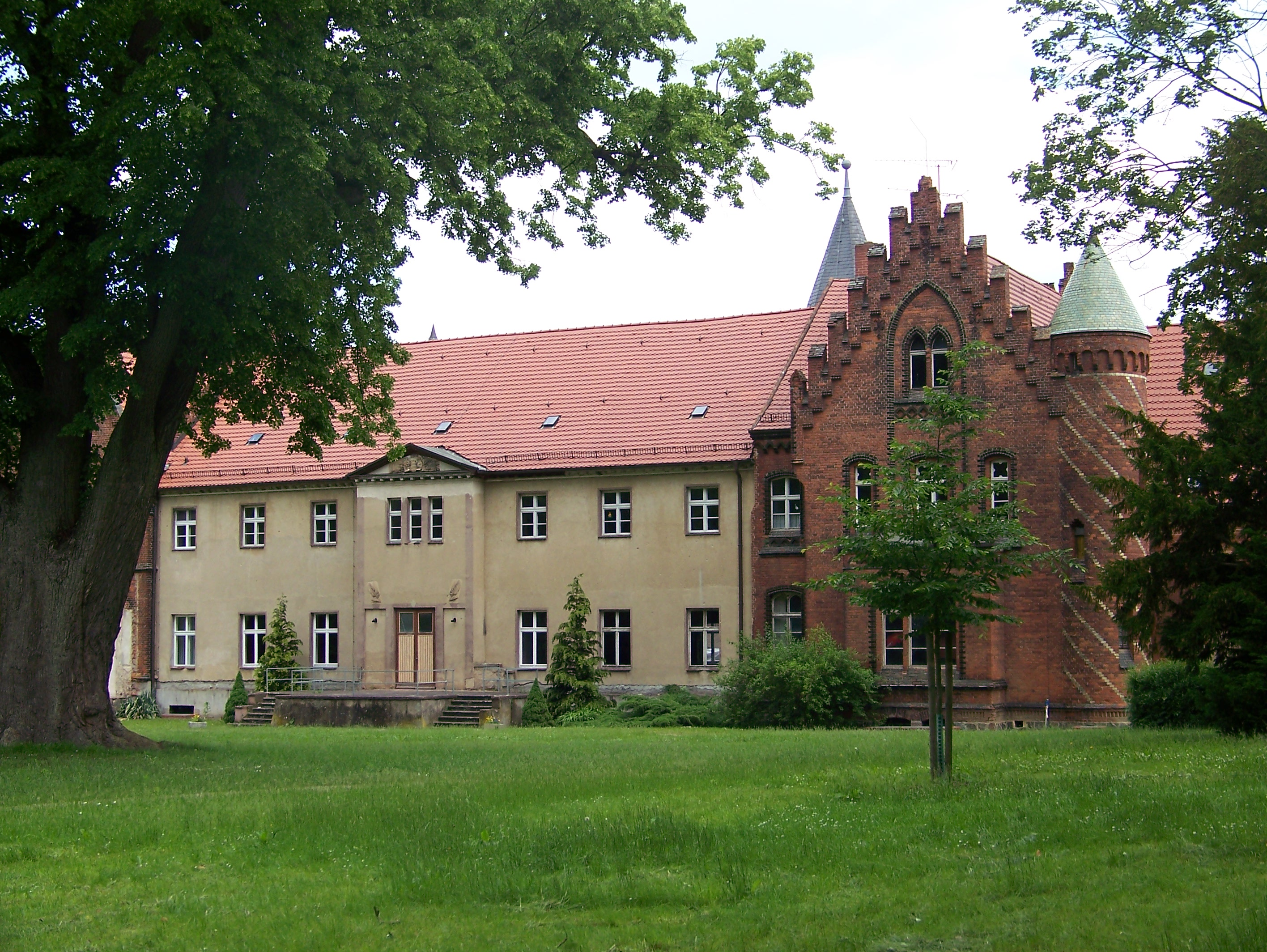
Замок Янсфельде
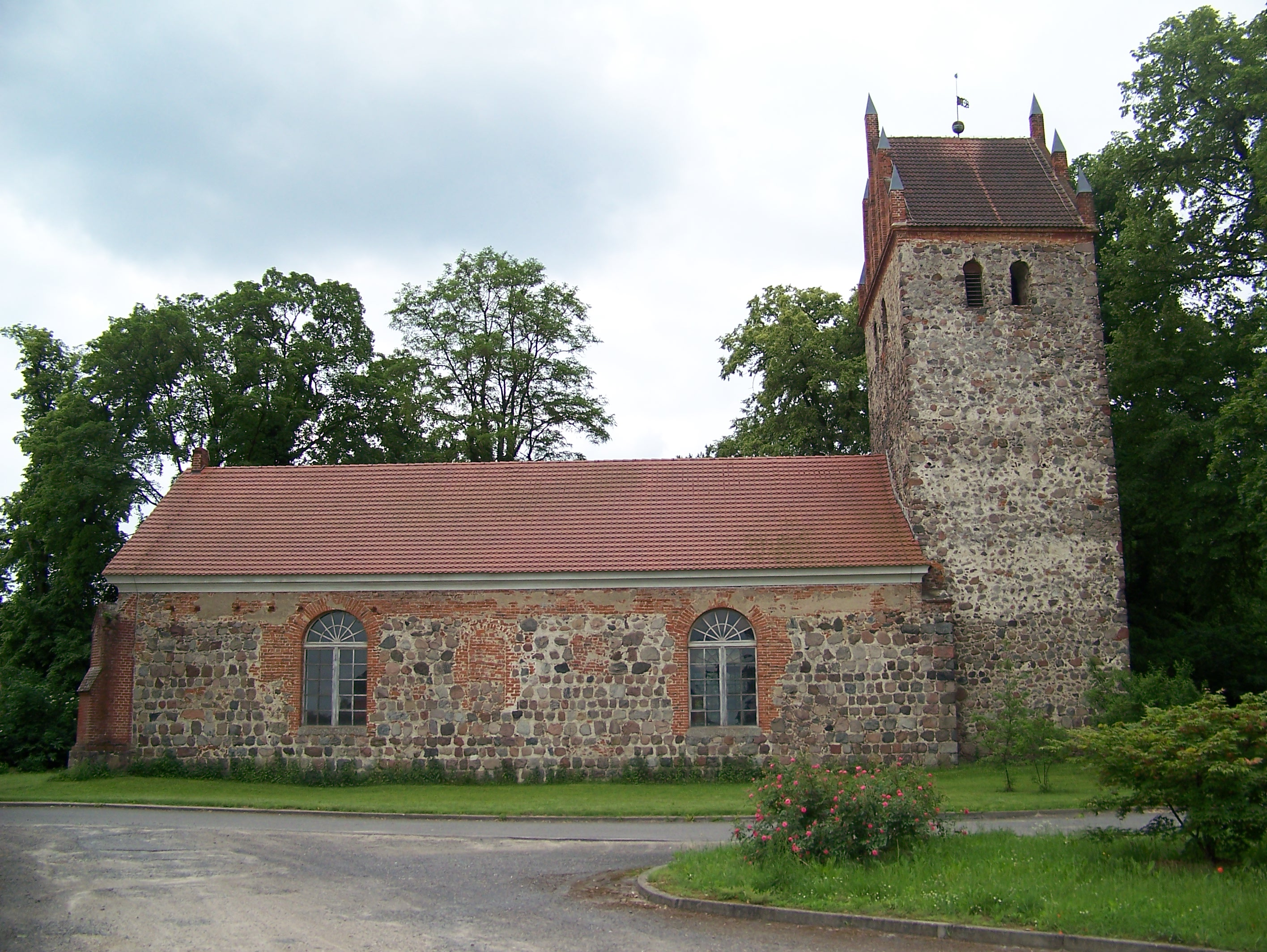
Замковая кирха Янсфельде
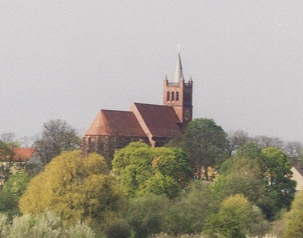
Городская кирха Св. Марии
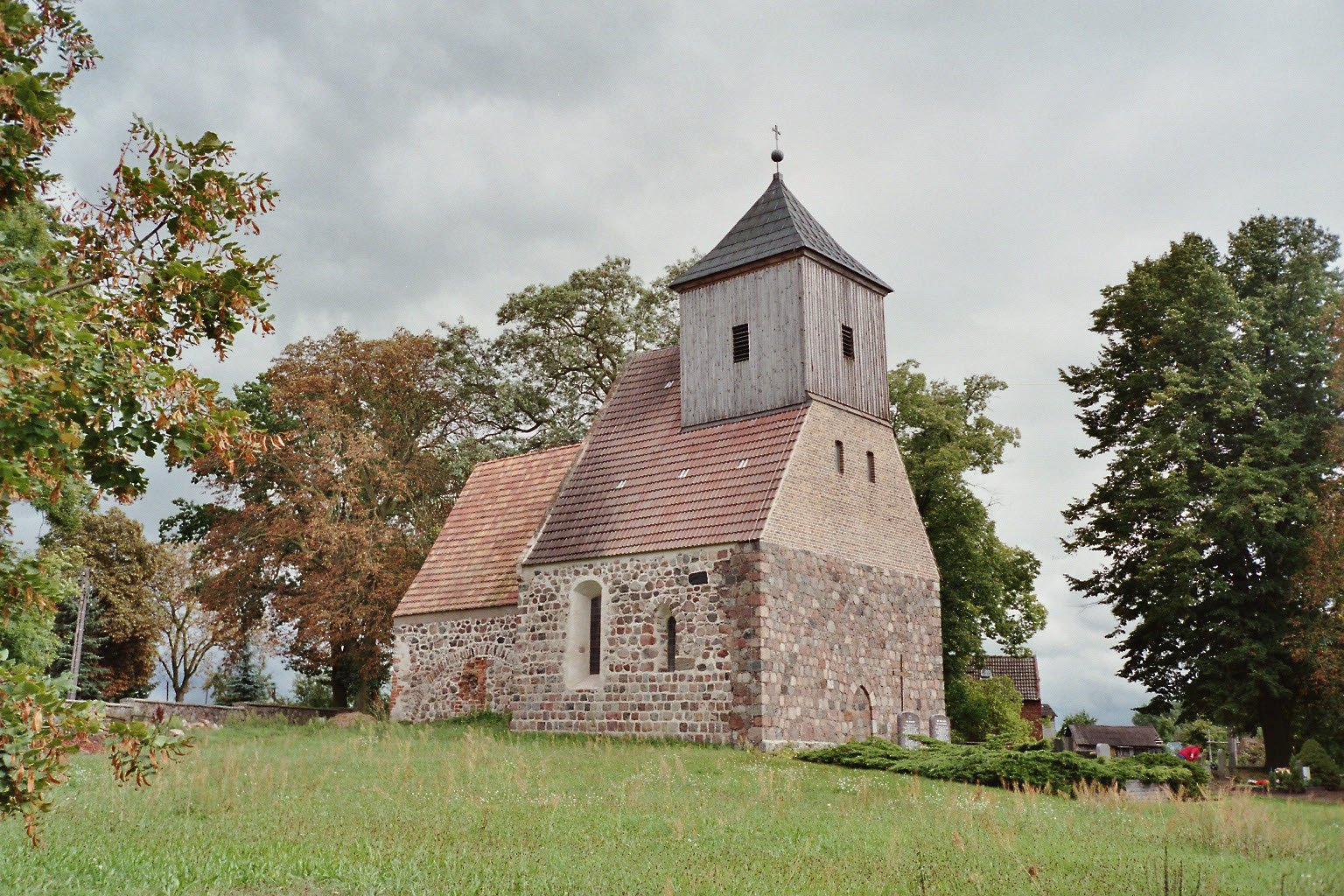
Кирха в районе Мюнхехофе
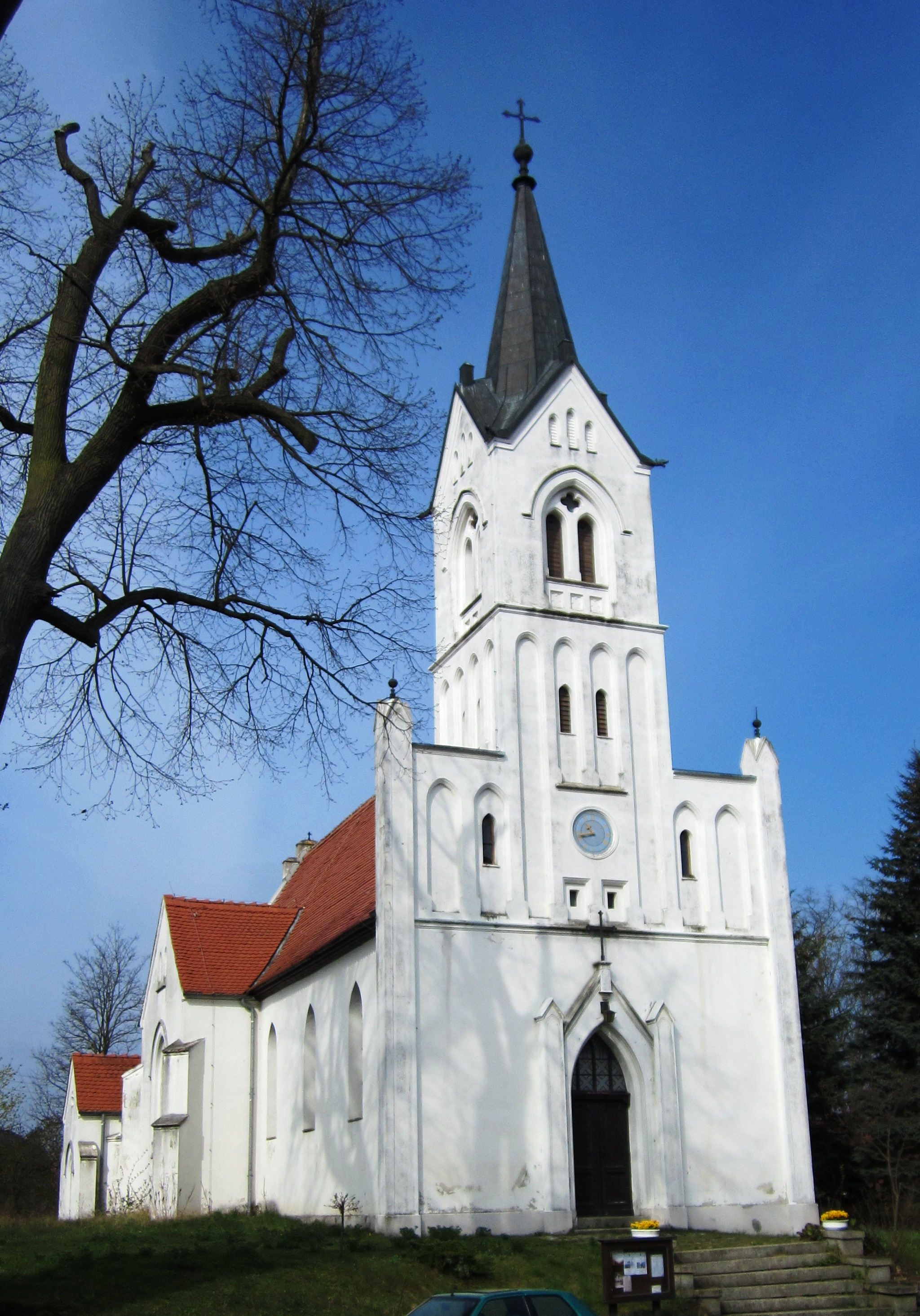
Кирха в районе Требнитца
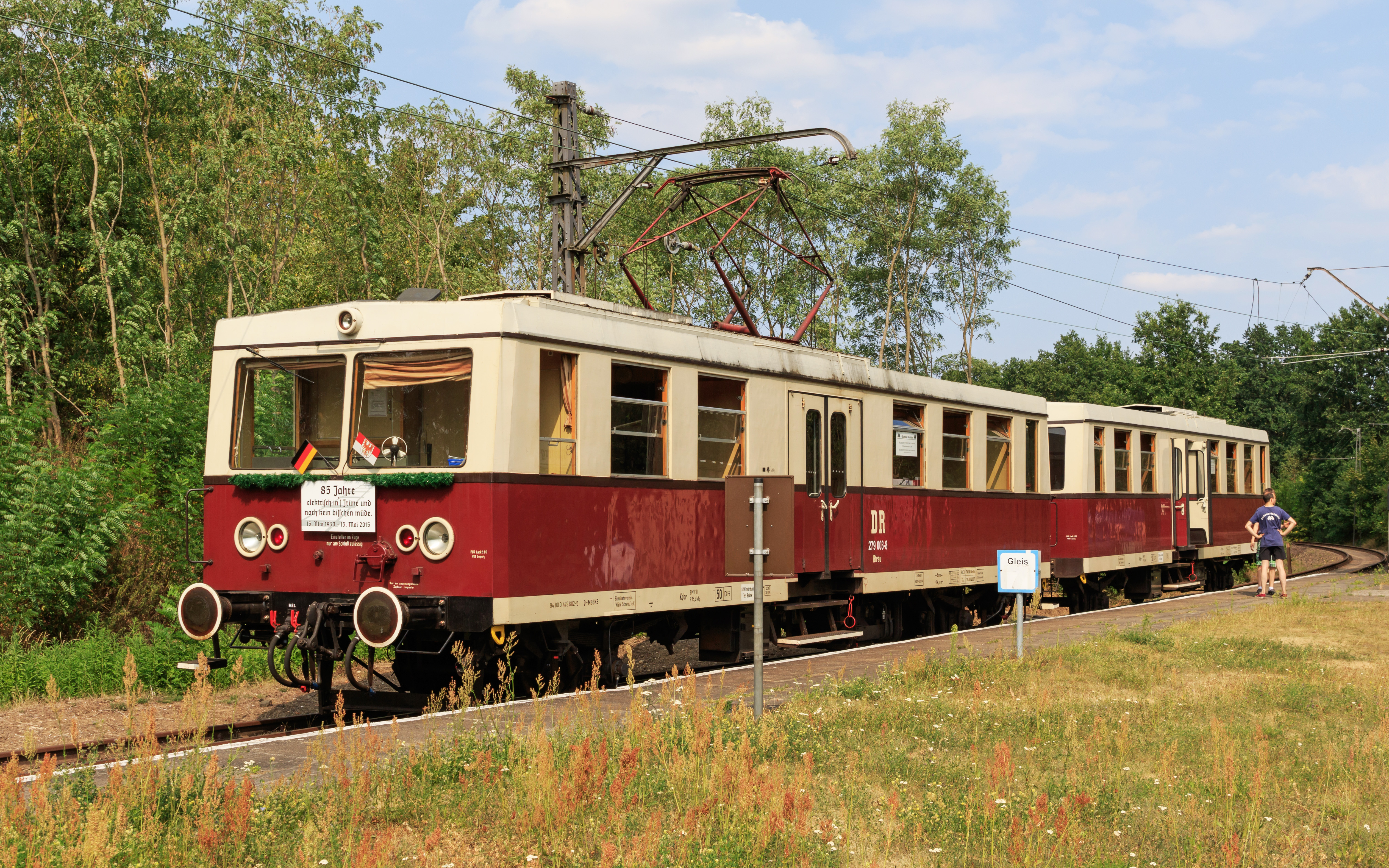
Ретропоезд на ж.д. станции Мюнхеберг